# Canberra Vikings
 (avril 2020).
Si vous disposez d'ouvrages ou d'articles de référence ou si vous connaissez des sites web de qualité traitant du thème abordé ici, merci de compléter l'article en donnant les références utiles à sa vérifiabilité et en les liant à la section « Notes et références ».
Maillots
Les Canberra Vikings ou  University of Canberra Vikings sont un club de rugby à XV australien, situé à Canberra, qui évolue dans le National Rugby Championship. Ils ont précédemment participé au Australian Rugby Championship en 2007.

## Histoire
Le club s’est d’abord appelé les Canberra Kookaburras à sa fondation en 1995, avant d’adopter le nom de Canberra Vikings en 1998. Bien que situé administrativement sur le territoire fédéral de l’ACT, le club est d'abord invité à participer au championnat des clubs de Sydney entre 1995 et 1999, avant d’en être exclu.
Entre 2001 et 2003, les Vikings sont invités par les rugbymen du Queensland à prendre part au championnat de l’État, le Queensland Premier Rugby, qu’ils remportent trois fois en trois ans.
Les clubs de Sydney cherchent alors à les récupérer, et les Vikings évoluent à nouveau dans le championnat de Nouvelle-Galles du Sud de 2003 à 2005. Néanmoins, à l’orée de la saison 2006, ils en sont exclus après un vote des équipes de Sydney pour des raisons de rivalité pas toujours très claires, comme les trois heures de route qui les séparaient de Canberra ou des infractions à la réglementation sur les équipes de jeunes. Après une année blanche, les Vikings sont reformés pour participer à la nouvelle compétition nationale, l’Australian Rugby Championship (ARC), dont l’objectif était de réduire la différence de niveau entre les clubs et le Super 14, mais ils ne se qualifient pas pour les demi-finales, terminant 6es sur 8.
Ils évoluaient au Manuka Oval, qui fut un temps utilisé par les ACT Brumbies. Leurs joueurs pouvaient alors être sélectionnés par les Brumbies qui participait à l'époque au Super 14. Les Vikings tiraient leurs joueurs de divers clubs de Canberra: Eastern Suburbs, Gungahlin Eagles, Queanbeyan Whites, Canberra Royals, Tuggeranong Vikings, Uni-Norths Owls, West Lions.
Mis en sommeil après la dissolution de l'ARC, le club renaît fin 2013 quand la Australian Rugby Union décide de relancer une compétition intermédiaire entre le rugby des clubs et le Super Rugby. Outre le Manuka Oval, les Vikings jouent au Canberra Stadium, comme les Brumbies, et au Viking Park.

## Nom et couleurs
Le nom tout comme les couleurs rouge et noir proviennent du club des Tuggeranong Vikings.

## Palmarès
- National Rugby Championship : 
  - Finaliste : 2015
- Queensland Premier Rugby : 
  - Vainqueur (3) :  2000, 2001, 2002
- Shute Shield :
  - Finaliste : 1995

## Joueurs célèbres
Le club a surtout fourni des joueurs aux ACT Brumbies, mais aussi occasionnellement aux Waratahs de la Nouvelle-Galles-du-Sud.
- Alister Campbell
- Matthew Carraro
- Ben Coutts
- Saia Faingaa
- Matt Giteau
- Nic Henderson
- Matt Henjak
- Peter Kimlin
- Pat McCabe
- Sam Norton-Knight
- Clyde Rathbone
- Joe Roff
- Radike Samo
- Guy Shepherdson
- Jone Tawake
- Andrew Walker
- Rory Arnold